# Transport kolejowy w Liberii

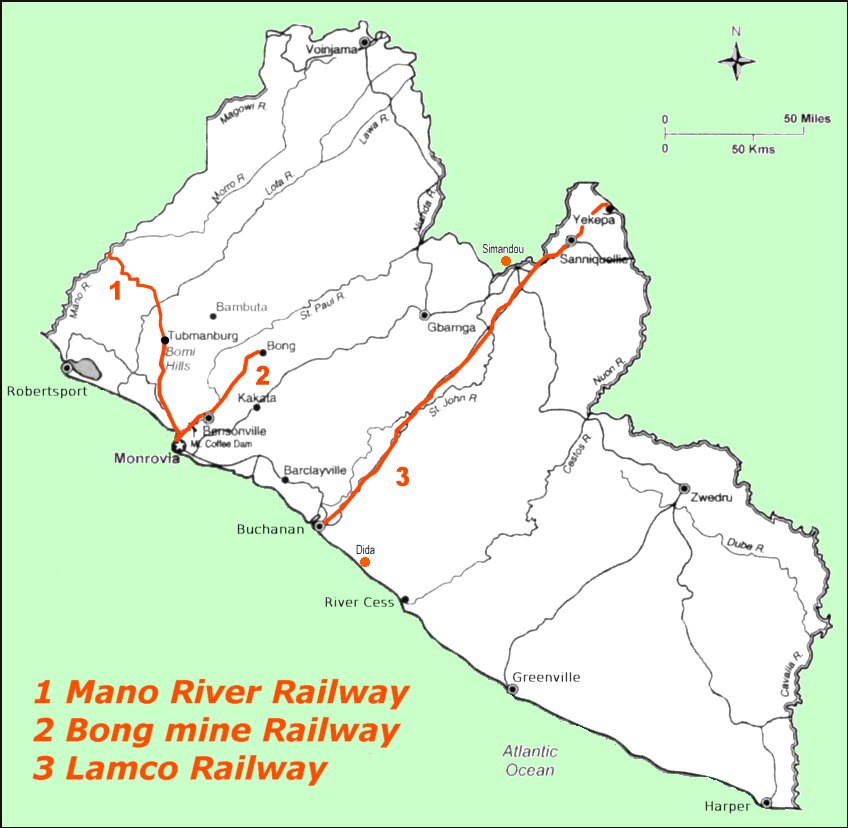
Linie kolejowe Liberii

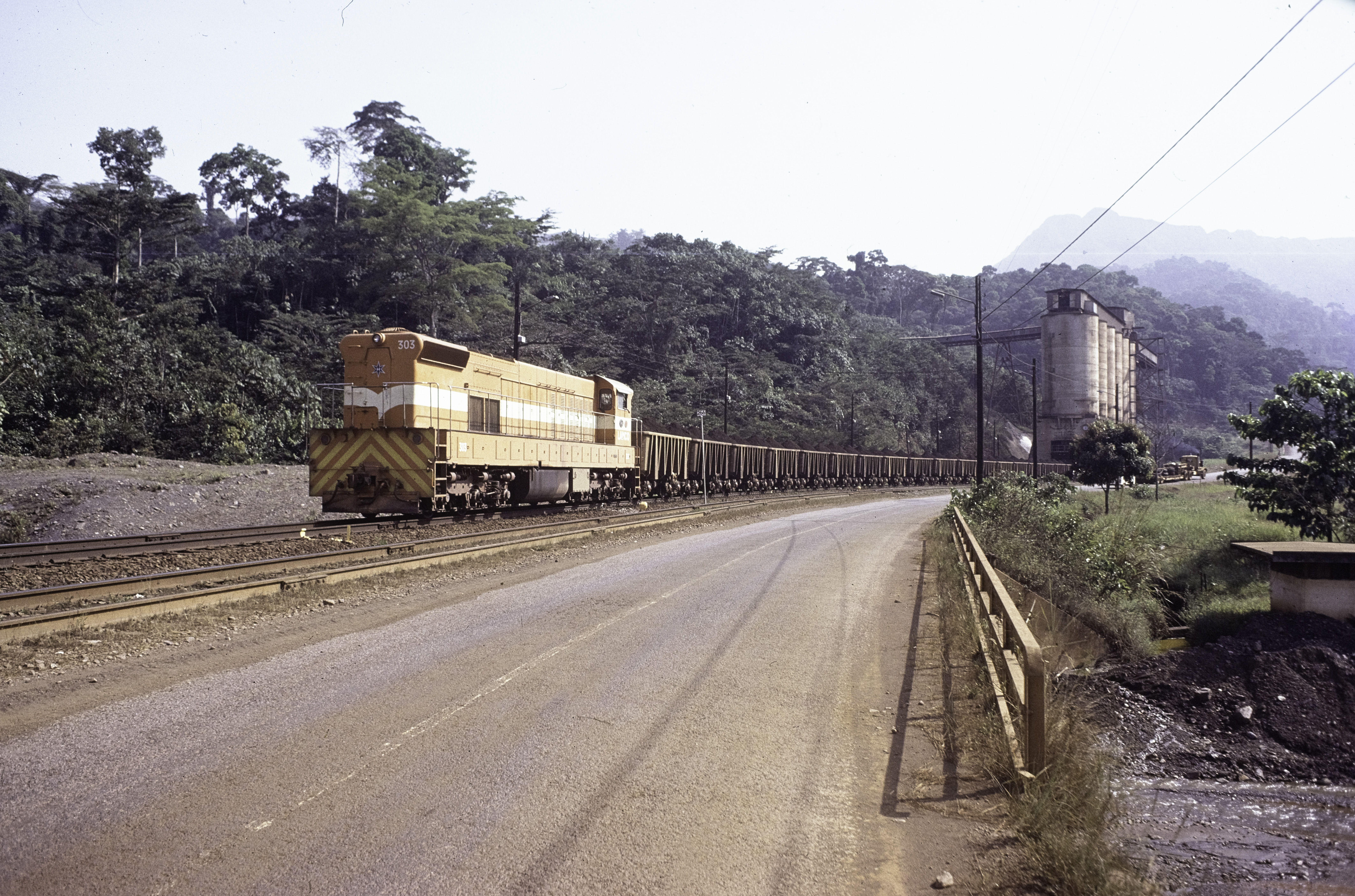
Pociąg towarowy w Jekepie

Transport kolejowy w Liberii – system transportu kolejowego działający na terenie Liberii.
W Liberii istnieje 429 km linii kolejowych, z czego 345 km to linie normalnotorowe, zaś 84 km to linie o przylądowym wąskim rozstawie szyn. Wszystkie linie są niezelektryfikowane.
Linie kolejowe Liberii:
- Bong Mining Railway – normalnotorowa linia długości około 87 kilometrów łącząca Monrowię z Bong Mine(inne języki)

- Mano River Railway – wąskotorowa linia z Monrowii do Kongo nad rzeką Mano, nieczynna od 1989 roku
- Lamco Railway – normalnotorowa linia długości 243 kilometrów łącząca Buchanan z miastem Yekepa, reaktywowana w 2011 roku[3]

Owe linie powstawały w celu eksportu rud z kopalni.